# Líbido
Pour le désir sexuel, voir libido.

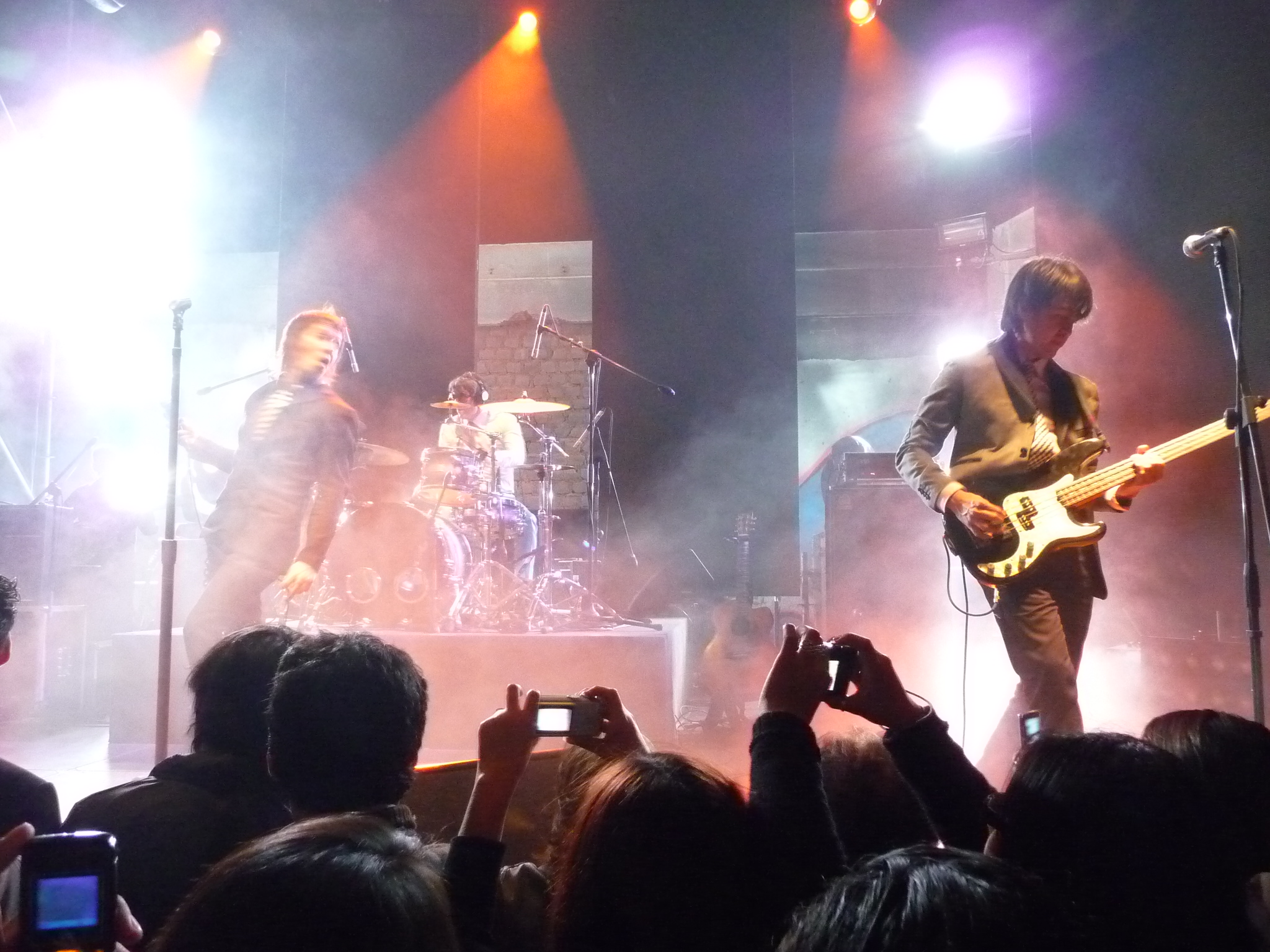
Líbido en 2009.

Líbido est un quatuor de pop rock péruvien formé début 1996. et actif à ce jour. La formation originale du groupe était composée de Salim Vera (guitare rythmique, voix), Manolo Hidalgo (guitare principale), Toño Jáuregui (basse, chœurs) et Jeffry Fischman (batterie).
Fortement influencé à ses débuts par le grunge de l'époque, le groupe a su se réinventer tout au long de sa carrière. Ayant ainsi expérimenté différentes influences pour la composition de ses chansons, allant des ballades pop, en passant par la musique andine, jusqu'à la danse électro ; tout cela sans laisser de côté l'essence du rock qui les caractérise tant.
Ils sont considérés comme l'un des groupes de rock les plus importants de leur pays d'origine et ont reçu plusieurs reconnaissances internationales grâce à leur succès commercial. Parmi certaines de ces reconnaissances figurent deux MTV Awards, plusieurs disques de platine et d'or, ainsi que plusieurs récompenses dans son pays natal.
Le nom du groupe provient de celui de leur premier album Libido en 1998 qui inclut les singles Como un perro (comme un chien) et Sed (soif). Ces tubes font que ce groupe devient très rapidement reconnu comme un des meilleurs groupes de rock au Pérou. Ils signent un contrat avec Sony Music et en 2000, ils enregistrent Hembra, enregistré en Argentine et produisent des clips vidéos comme En esta habitación et celui de Tres. Le groupe obtient le prix du Meilleur artiste du sud ouest aux Video Music Awards Latinoamerica 2002 sur MTV.
Le 29 janvier 2024, Libido Il est revenu avec ses membres d'origine faisant une apparition au Kennedy Park et a annoncé qu'ils joueraient au Estadio Nacional le 6 juillet.

## Membres
- Salim Vera (voix, guitare)
- Toño Jauregui (basse)
- Manolo Hidalgo (guitare principale)
- Jeffry Fischman (batterie)
- Iván Mindreau (batterie)

## Discographie du groupe
- Libido (1998)
- Hembra (2000)
- Pop*Porn (2003)
- Libido Acústico (2004)
- Lo último que hablé ayer (2005)
- Lo último que hablé ayer en vivo
- Bebé